# Kund (település)
Kund (románul Cund, németül Reussdorf) falu Romániában Maros megyében.

## Fekvése
Dicsőszentmártontól 18 km-re kelet-délkeletre, Erzsébetvárostól 7 km-re északnyugatra, a Kundi-patak völgyfőjében fekszik.

## Története
1332-ben Kund néven említik először.
1910-ben 564, többségben szász lakosa volt, jelentős román és magyar kisebbséggel.
A trianoni békeszerződésig Kis-Küküllő vármegye Erzsébetvárosi járásához tartozott. 1992-ben 197 lakosából 76 román, 61 német és 60 magyar volt.

## Látnivalók
Temploma középkori eredetű szász erődtemplom. 1999 után oltárát biztonsági okokból a segesvári hegyi templomban helyezték el.